# Estación de Sant Roc

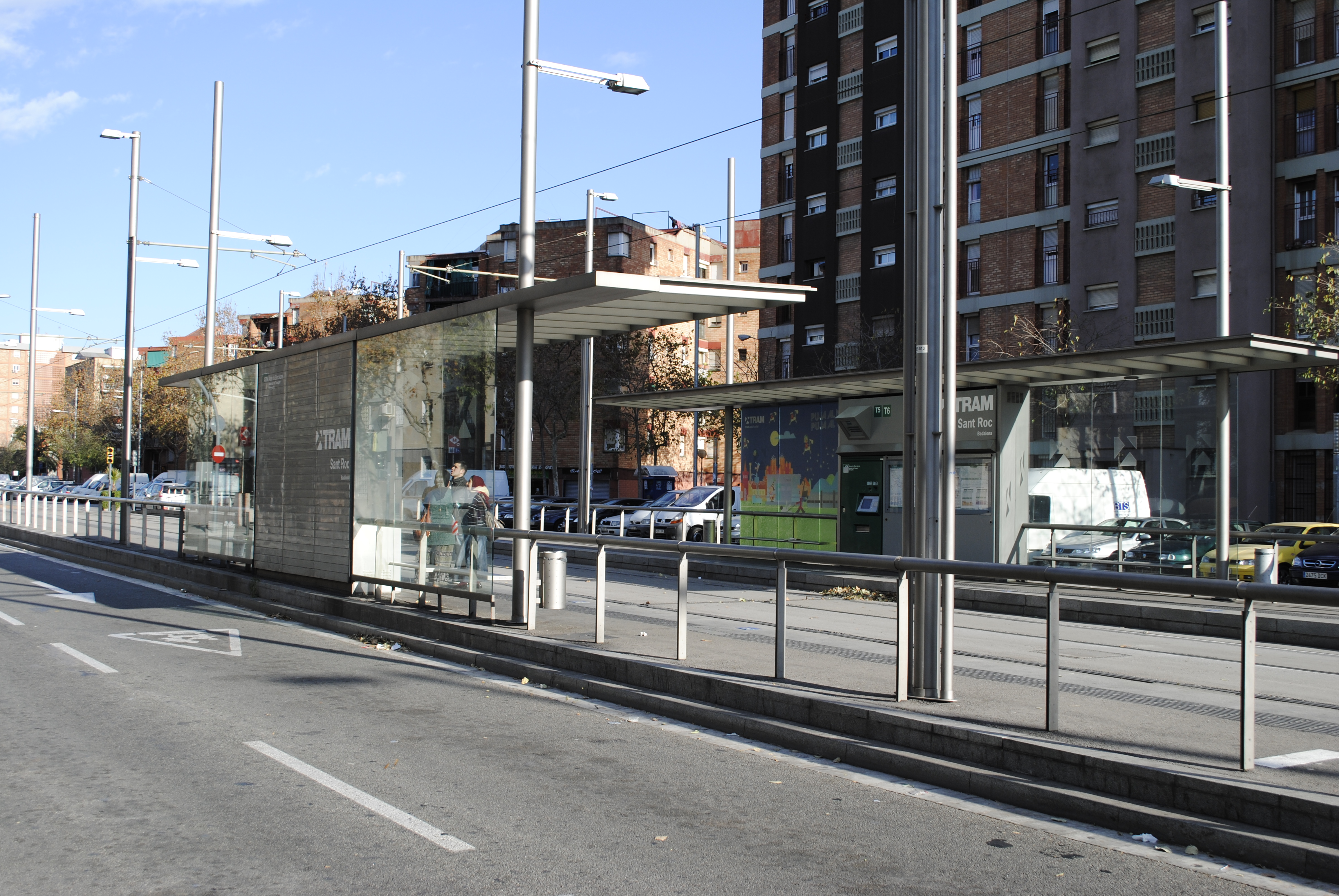
Estación de Sant Roc del TRAM.

Sant Roc es una estación de la línea 2 de Metro de Barcelona y de la línea T5 del Trambesòs situada en el barrio homónimo de Badalona.
La estación de metro fue inaugurada en 1985 con la ampliación de la línea 4 del Metro desde La Pau hasta Pep Ventura. En 2002, ese tramo pasó a formar parte de la línea 2.
El 8 de septiembre del 2007 se amplió la línea T5 del Trambesòs hasta Gorg y desde el 15 de junio de 2008 también prestaba servicio la T6 hasta el 20 de febrero de 2012.
| << cabecera                 | < estación             | línea | estación > | cabecera >>           |
| --------------------------- | ---------------------- | ----- | ---------- | --------------------- |
| Metro                       |                        |       |            |                       |
| Paral·lel                   | Artigues \| Sant Adrià |       | Gorg       | Badalona Pompeu Fabra |
| Trambesòs                   |                        |       |            |                       |
| Ciutadella \| Vila Olímpica | Encants de Sant Adrià  |       | Gorg       | Gorg                  |